# Sổ mũi
Chảy nước mũi hay viêm mũi là tình trạng khoang mũi chứa đầy một lượng chất nhầy đáng kể.  Tình trạng này, thường được gọi là sổ mũi, xảy ra tương đối thường xuyên.  Viêm mũi là triệu chứng phổ biến của dị ứng (viêm mũi dị ứng) hoặc nhiễm trùng do virus nhất định, chẳng hạn như cảm lạnh thông thường.  Nó có thể là tác dụng phụ của khóc, tiếp xúc với nhiệt độ lạnh, lạm dụng cocain  hoặc triệu chứng cai nghiện, chẳng hạn như triệu chứng cai các opioid như methadone.  Điều trị cho việc chảy nước mũi thường không cần thiết, nhưng có một số phương pháp điều trị y tế và kỹ thuật phòng ngừa có sẵn.
Thuật ngữ rhinorrhea trong tiếng Anh được đặt ra vào năm 1866 và là sự kết hợp của các thuật ngữ Hy Lạp rhino- ("của mũi") và -rhoia ("xả" hoặc "chảy").

## Dấu hiệu và triệu chứng
Viêm mũi được đặc trưng bởi một lượng chất nhầy dư thừa được sản xuất bởi các màng nhầy dọc theo khoang mũi.  Các màng tạo ra chất nhầy nhanh hơn khả năng xử lý chúng, gây ra một lượng dư chất nhầy trong khoang mũi.  Khi khoang này đầy lên, nó chặn đường thông khí, gây khó thở qua mũi.  Không khí bị kẹt trong các hốc mũi, cụ thể là các hốc xoang, không thể thoát ra và áp lực có thể gây ra đau đầu hoặc đau mặt.  Nếu đường thông xoang vẫn bị chặn, bệnh viêm xoang có thể xảy ra.  Nếu chất nhầy chảy ngược qua ống Eustachian, nó có thể dẫn đến đau tai hoặc nhiễm trùng tai.  Chất nhầy dư thừa tích tụ trong cổ họng hoặc phía sau mũi có thể gây chảy nước mũi sau mũi, dẫn đến đau họng hoặc ho.  Các triệu chứng khác bao gồm hắt hơi, chảy máu cam và chảy nước mũi.

## Nguyên nhân

### Nhiệt độ lạnh
Chảy nước mũi đặc biệt phổ biến trong những tháng mùa đông và một số mùa nhiệt độ thấp nhất định.  Viêm mũi do cảm lạnh xảy ra do sự kết hợp của nhiệt động lực học và phản ứng tự nhiên của cơ thể với các kích thích thời tiết lạnh.  Một trong những mục đích của chất nhầy mũi là làm ấm không khí hít vào nhiệt độ cơ thể khi nó đi vào cơ thể.  Để điều này xảy ra, các hốc mũi phải liên tục được phủ chất nhầy lỏng.  Trong mùa lạnh, khô, niêm mạc mũi có xu hướng bị khô, có nghĩa là màng nhầy phải làm việc nhiều hơn, tạo ra nhiều chất nhầy để giữ cho khoang được lót.  Do đó, khoang mũi có thể bị chất nhầy lấp đầy.  Đồng thời, khi không khí được thở ra, hơi nước trong hơi thở ngưng tụ khi không khí ấm gặp nhiệt độ bên ngoài lạnh hơn gần lỗ mũi.  Điều này gây ra một lượng nước dư thừa tích tụ bên trong khoang mũi.  Trong những trường hợp này, chất lỏng dư thừa thường tràn ra bên ngoài qua lỗ mũi.